# 아오키 신몬
아오키 신몬(青木新門, 1937년 4월 11일 ~ 2022년 8월 6일)은 일본의 작가이자 시인이다. 그는 1993년에 출판된 회고록 납관부일기(納棺夫日記)로 가장 잘 알려져 있다. 이 책은 그가 1970년대 장의사로 일했던 기간 동안의 일기를 바탕으로 작성되었다. 장의사는 전통적으로 금기시되는 직업이었다. 일본에서는 죽음에 대한 인식 때문에 2008년 그의 회고록은 영화제작자 다키타 요지로의 성공적인 아카데미상 수상 장편 영화인 굿' 바이: Good & Bye로 각색되었다.
아오키는 2022년 8월 6일 85세의 나이로 사망했다.